# Luojärvi
Luojärvi är en sjö i Pajala kommun i Norrbotten och ingår i Kalixälvens huvudavrinningsområde. Sjön har en area på 0,178 kvadratkilometer och ligger 171,3 meter över havet.

## Delavrinningsområde
Luojärvi ingår i det delavrinningsområde (743497-182381) som SMHI kallar för Mynnar i Teurajoki. Medelhöjden är 210 meter över havet och ytan är 45,03 kvadratkilometer. Det finns inga avrinningsområden uppströms utan avrinningsområdet är högsta punkten. Vattendraget som avvattnar avrinningsområdet har biflödesordning 3, vilket innebär att vattnet flödar genom totalt 3 vattendrag innan det når havet efter 163 kilometer. Avrinningsområdet består mestadels av skog (72 procent) och sankmarker (23 procent). Avrinningsområdet har 0,24 kvadratkilometer vattenytor vilket ger det en sjöprocent på 0,5 procent.